# Maurice Laval
Maurice Laval, né le 8 septembre 1920 à Saint-Symphorien (Indre et Loire) et mort le 31 octobre 2019 à Quimper, est un journaliste et responsable trotskiste, puis socialiste français.

## Biographie
Ouvrier imprimeur, Maurice Laval adhère aux Jeunesses socialistes en 1935, mais les quitte en 1937 pour rejoindre les jeunesses socialistes révolutionnaires et le Parti ouvrier internationaliste.
Suivant Marcel Hic, il refuse la décision du POI de rejoindre, en 1939, le Parti socialiste ouvrier et paysan que Marceau Pivert vient de fonder.
Il replie alors son activité, comme Gérard Bloch, au sein des Auberges de jeunesse, dont il parvient, à l'été 1940, à éviter que le fichier des adhérents tombe aux mains des mouvements collaborationnistes.
Engagé dans la résistance trotskiste pendant la guerre, il est arrêté en mars 1944, puis déporté en juin 1944 au camp de concentration de Neuengamme. Il est ensuite déplacé à Mauthausen, puis à Oranienburg-Sachsenhausen.
Libéré en mai 1945 par l'armée américaine, il rentre en France et reprend son activité politique.
Membre du comité central du PCI, il s'en éloigne cependant rapidement.
Il participe alors, aux côtés de Claude Bourdet, à la création et l'animation de l'hebdomadaire Octobre, qui ne vit que quelques mois. Il opère alors une reconversion dans le journalisme qui le conduit à collaborer à Combat, puis à la création L'Observateur.
Élu maire adjoint de Montrouge en 1948, sur une liste de gauche, il le restera jusqu'en 1958.  Il adhère en 1950 à la SFIO.
En 1958, il quitte le parti pour participer à la création du Parti socialiste autonome, puis du Parti socialiste unifié. Il n'a que peu d'activités strictement politiques dans cette période, pas plus ensuite qu'à la SFIO à laquelle il retourne en 1963.
En 1971, il devient directeur commercial de la Quinzaine littéraire, poste qu'il occupe jusqu'à sa retraite, en 1984.
Il travaille aussi comme conseiller technique pour 60 millions de consommateurs et Consommateurs-Actualités,. Il est membre des conseils d’administration de l’OJD et des NMPP.
Lors de sa mort en novembre 2019, son ami Bernard Poignant déclare « Il a été déporté dans plusieurs camps de concentration et a fait la Marche de la mort, ces 200 km qui relient Berlin à la Mer Baltique. Il a vu ses camarades tués froidement ou morts d’épuisement ». 

## Décorations
| Ruban | Décoration                                                              |
| ----- | ----------------------------------------------------------------------- |
|       | Commandeur de la Légion d'honneur au 1er janvier 2014                   |
|       | Croix de guerre 1939-1945 avec palme                                    |
|       | Médaille de la Résistance française                                     |
|       | Croix du combattant volontaire 1939-1945                                |
|       | Croix du combattant volontaire de la Résistance                         |
|       | Médaille de la déportation et de l'internement pour faits de Résistance |